# Campeonato Amazonense de Futebol de 2022
O Campeonato Amazonense de Futebol de 2022 correspondeu à 106.ª edição da divisão principal do campeonato estadual do Amazonas, cujo nome oficial foi Barezão 2022. O campeonato teve doze clubes, três clubes a mais comparado à edição anterior e quatro clubes a mais comparado à edição de 2020, por conta da ausência de rebaixamento nessas duas edições (que voltou a estar previsto nesta temporada, obrigando os clubes que ficaram entre 9º a 12º colocados na primeira fase a disputar a Série B de 2023), em decorrência das implicações financeiras acarretadas pela Pandemia de Covid-19 aos clubes amazonenses. A competição se iniciou em 26 de janeiro, com final realizada na data de 2 de abril, e além de apontar o campeão maior do futebol amazonense na temporada de 2022, serviu para indicar os representantes do estado na edição de 2023 da Copa do Brasil de Futebol, da Copa Verde de Futebol e também do Campeonato Brasileiro de Futebol - Série D.
O certame também marcou o retorno do público aos estádios amazonenses nas partidas da principal competição estadual de futebol, a partir da 9ª rodada da Primeira Fase, graças ao Decreto Estadual nº 45.225, de 21 de Fevereiro de 2022, assinado pelo Governador do Estado do Amazonas, Wilson Lima, publicado no Diário Oficial do Estado do Amazonas de mesma data, após duas edições do Campeonato Amazonense de jogos realizados sob portões fechados, devido ao enfrentamento da Pandemia de COVID-19. A medida governamental considerou a queda nos indicadores da pandemia no Estado do Amazonas (casos, óbitos, internações e ocupação de leitos hospitalares clínicos e de UTI), bem como o avanço da vacinação contra a doença na capital e no interior do Estado.

## Regulamento[3]

### Formato de Disputa
O torneio adotou um sistema misto, contando com fase regular e fase final, assim como ocorrido na edição anterior, com a diferença de que nesta edição, após duas temporadas, o regulamento voltou a prever o rebaixamento para a Segunda Divisão da temporada seguinte:
Fase Regular
Os doze clubes participantes jogaram em turno único, todos contra todos. Ao final, os oito melhores classificados se classificaram para as fases finais, enquanto o restante dos clubes (9º ao 12º colocados) foram rebaixados para a Série B de 2023. Em caso de empate no número de pontos nesta fase, os critérios de desempate eram os seguintes:
- 1º) maior número de vitórias;
- 2º) maior saldo de gols;
- 3º) maior número de gols pró;
- 4º) confronto direto (na primeira fase);
- 5º) sorteio.

Fases Finais
Os oito clubes qualificados disputaram as fases finais, em forma eliminatória com jogos de ida e volta, respeitado o cruzamento olímpico (1º x 8º; 2º x 7º; 3º x 6º e 4º x 5º) cabendo o mando de campo da partida de volta (exceto no caso das semifinais, em que o mando de campo da partida de volta foi do clube posicionado à esquerda da tabela do campeonato) e a vantagem de jogar por dois empates ou por empate no placar agregado ao clube melhor classificado na primeira fase da competição. O chaveamento até a final do campeonato foi definido pela Diretoria de Competições da FAF em comum acordo com os clubes.
Rebaixamentos
Após duas temporadas seguidas sem rebaixamento no Campeonato Amazonense, em decorrência das implicações financeiras acarretadas pela Pandemia de COVID-19 aos clubes amazonenses, o regulamento atual voltou a prever o descenso de clubes à Segunda Divisão da temporada seguinte. Nesta edição, os clubes rebaixados corresponderam do 9º ao 12º colocados na primeira fase do torneio. 
Classificação geral
Conforme o regulamento da competição, a classificação geral do campeonato foi composta pelo campeão, pelo vice, pelos clubes eliminados na fase semifinal (o clube que figurou na terceira colocação, dentre os eliminados na fase semifinal, foi o melhor classificado na primeira fase da competição) e pelos clubes posicionados de 5º a 12º colocados de acordo com seus respectivos desempenhos na primeira fase da competição. O campeão e o vice, em regra, corresponderam aos representantes amazonenses na Copa do Brasil de 2023, na Série D de 2023 e na Copa Verde de 2023, exceto se, dentre o campeão e o vice, houvesse pelo menos um clube classificado para qualquer uma destas competições por outros critérios ou que figurasse em uma divisão superior à Série D no Campeonato Brasileiro, hipótese esta em que a vaga ou as vagas remanescentes, em qualquer uma destas competições, seria ocupada a partir do terceiro colocado na classificação geral, sucessivamente.

## Retorno do público aos estádios amazonenses
Após duas edições do Campeonato Amazonense e oito rodadas da presente edição com jogos realizados com portões fechados, devido ao enfrentamento da Pandemia de COVID-19, esta edição marcou o retorno do público aos estádios amazonenses nas partidas da principal competição estadual de futebol, a partir da 9ª rodada da Primeira Fase, graças ao Decreto Estadual nº 45.225, de 21 de Fevereiro de 2022, assinado pelo Governador do Estado do Amazonas, Wilson Lima, publicado no Diário Oficial do Estado do Amazonas de mesma data. A medida governamental considerou a queda nos indicadores da pandemia no Estado do Amazonas (casos, óbitos, internações e ocupação de leitos hospitalares clínicos e de UTI), bem como o avanço da vacinação contra a doença na capital e no interior do Estado. A princípio, 30 % da capacidade das praças esportivas do Amazonas estiveram liberados para a presença de público, limite este que no decorrer da competição, foi liberado para 100 % da capacidade total das praças esportivas utilizadas na disputa.

## A disputa do Barezão de 2022

### Equipes participantes
Sem rebaixamentos nas edições de 2020 e 2021, devido às decisões tomadas em comum acordo entre os clubes participantes destas edições e a Federação Amazonense de Futebol para que não houvesse rebaixamento no Campeonato Amazonense, o que vinha ocorrendo desde a edição de 2020, o Campeonato Amazonense desta edição, desta forma, teve 12 clubes participantes. A edição marcou o retorno do Operário, que não disputava a primeira divisão desde o ano de 2015, bem como também o retorno do Fast Clube, que desistiu de disputar a edição anterior, mas que por conta do regulamento da edição anterior não prever rebaixamentos e possibilitar a desistência, tornando a disputa dessa forma opcional, teve o seu direito de participar desta edição assegurado. Houve também a estreia na primeira divisão do Manauara, clube fundado em 30 de novembro de 2020 e que com menos de um ano de fundação, conseguiu o acesso à divisão principal do Campeonato Amazonense, bem como o título da  Série B de 2021.
A edição de 2022 do Campeonato Amazonense de Futebol também guardou alguns fatos curiosos, dado o elevado número de participantes:
- Em 2022 pela primeira vez em sua fase profissional (que ocorre desde o ano de 1964), o Campeonato Amazonense de Futebol contou com 12 clubes participantes. Antes o maior número de participantes era o de 10 clubes.
- Pela primeira vez na história dois municípios do interior contaram com mais de um representante: Itacoatiara, representada pelo Penarol e pelo JC e Manacapuru, representada pelo Princesa do Solimões e pelo Operário-AM.
- Pela primeira vez na história, o interior foi representado por cinco clubes, um recorde na história do torneio.

| Aumento | Equipe promovida da Série B 2021 |

### Promovidos e rebaixados
| Rebaixados da Série A 2021         |
| ---------------------------------- |
| Não houve rebaixamentos na edição. |

| Pos. | Promovidos da Série B 2021 |
| ---- | -------------------------- |
| 1º   | Manauara                   |
| 2º   | Operário-AM                |

### Primeira Fase
| 26 de janeiro, Arena da Amazônia | Manaus              | 1 – 0 | Fast Clube |  |
| 15h                              | Júnior Palmares 16' |       |            |  |

| 26 de Janeiro, Colina | São Raimundo-AM | 0 – 1 | Operário-AM |  |
| 15h30                 |                 |       | Jerinha 26' |  |

| 26 de janeiro, Carlos Zamith | Amazonas        | 1 – 1 | Manauara          |  |
| 15h30                        | Diogo Dolem 58' |       | Patrick Vieira 8' |  |

| 26 de janeiro, Gilbertão | Princesa do Solimões | 1 – 0 | Iranduba |  |
| 15h30                    | Toró 90+6'           |       |          |  |

| 27 de janeiro, Colina | Nacional-AM                    | 2 – 0 | JC |  |
| 15h30                 | Pedro Augusto 19' · Caíque 41' |       |    |  |

| 27 de janeiro, Carlos Zamith | Clipper                             | 2 – 1 | Penarol      |  |
| 15h30                        | Acassio 62' · Raphinha Paulista 78' |       | Ezequiel 43' |  |

| 26 de janeiro, Arena da Amazônia | Manaus              | 1 – 0 | Fast Clube |  |
| 15h                              | Júnior Palmares 16' |       |            |  |

| 26 de Janeiro, Colina | São Raimundo-AM | 0 – 1 | Operário-AM |  |
| 15h30                 |                 |       | Jerinha 26' |  |

| 26 de janeiro, Carlos Zamith | Amazonas        | 1 – 1 | Manauara          |  |
| 15h30                        | Diogo Dolem 58' |       | Patrick Vieira 8' |  |

| 26 de janeiro, Gilbertão | Princesa do Solimões | 1 – 0 | Iranduba |  |
| 15h30                    | Toró 90+6'           |       |          |  |

| 27 de janeiro, Colina | Nacional-AM                    | 2 – 0 | JC |  |
| 15h30                 | Pedro Augusto 19' · Caíque 41' |       |    |  |

| 27 de janeiro, Carlos Zamith | Clipper                             | 2 – 1 | Penarol      |  |
| 15h30                        | Acassio 62' · Raphinha Paulista 78' |       | Ezequiel 43' |  |

| 29 de Janeiro, Colina | Manauara | 0 – 0 | Princesa do Solimões |  |
| 15h30                 |          |       |                      |  |

| 29 de janeiro, Gilbertão | Operário-AM | 0 – 1 | Amazonas  |  |
| 15h30                    |             |       | Ibson 18' |  |

| 29 de janeiro, Arena da Amazônia | Manaus                    | 2 – 1 | São Raimundo-AM |  |
| 15h30                            | Silvano 27' · Alvinho 50' |       | Werlleson 45+2' |  |

| 30 de janeiro, Floro de Mendonça | JC | 0 – 5 | Clipper                                                |  |
| 15h                              |    |       | Binho 10' · Felipe Tanque 63', 75', 90+1' · Wendel 72' |  |

| 30 de janeiro, Álvaro Maranhão | Iranduba  | 1 – 0 | Nacional-AM |  |
| 15h                            | Diego 43' |       |             |  |

| 30 de janeiro, Carlos Zamith | Fast Clube  | 1 – 1 | Penarol          |  |
| 15h30                        | Radamés 41' |       | Pedro Igor 45+2' |  |

| 29 de Janeiro, Colina | Manauara | 0 – 0 | Princesa do Solimões |  |
| 15h30                 |          |       |                      |  |

| 29 de janeiro, Gilbertão | Operário-AM | 0 – 1 | Amazonas  |  |
| 15h30                    |             |       | Ibson 18' |  |

| 29 de janeiro, Arena da Amazônia | Manaus                    | 2 – 1 | São Raimundo-AM |  |
| 15h30                            | Silvano 27' · Alvinho 50' |       | Werlleson 45+2' |  |

| 30 de janeiro, Floro de Mendonça | JC | 0 – 5 | Clipper                                                |  |
| 15h                              |    |       | Binho 10' · Felipe Tanque 63', 75', 90+1' · Wendel 72' |  |

| 30 de janeiro, Álvaro Maranhão | Iranduba  | 1 – 0 | Nacional-AM |  |
| 15h                            | Diego 43' |       |             |  |

| 30 de janeiro, Carlos Zamith | Fast Clube  | 1 – 1 | Penarol          |  |
| 15h30                        | Radamés 41' |       | Pedro Igor 45+2' |  |

| 2 de fevereiro, Floro de Mendonça | Penarol       | 1 – 1 | JC             |  |
| 15h                               | Erivelton 24' |       | Cristian 90+2' |  |

| 2 de fevereiro, Colina | São Raimundo-AM     | 1 – 2 | Fast Clube             |  |
| 15h                    | Cleberson Varane 2' |       | Alex 35' · Nesso 90+5' |  |

| 2 de fevereiro, Arena da Amazônia | Amazonas          | 1 – 1 | Manaus      |  |
| 15h30                             | Gabriel Davis 87' |       | Alvinho 18' |  |

| 2 de fevereiro, Gilbertão | Princesa do Solimões                       | 3 – 0 | Operário-AM |  |
| 15h30                     | Eric 4' · Jerfeson "Monte Alegre" 39', 64' |       |             |  |

| 3 de fevereiro, Colina | Nacional-AM                         | 2 – 0 | Manauara |  |
| 15h30                  | Pedro Augusto 38' · Lucas Lopeu 60' |       |          |  |

| 3 de fevereiro, Carlos Zamith | Clipper     | 1 – 1 | Iranduba      |  |
| 15h30                         | Binho 90+3' |       | Nailton 45+4' |  |

| 2 de fevereiro, Floro de Mendonça | Penarol       | 1 – 1 | JC             |  |
| 15h                               | Erivelton 24' |       | Cristian 90+2' |  |

| 2 de fevereiro, Colina | São Raimundo-AM     | 1 – 2 | Fast Clube             |  |
| 15h                    | Cleberson Varane 2' |       | Alex 35' · Nesso 90+5' |  |

| 2 de fevereiro, Arena da Amazônia | Amazonas          | 1 – 1 | Manaus      |  |
| 15h30                             | Gabriel Davis 87' |       | Alvinho 18' |  |

| 2 de fevereiro, Gilbertão | Princesa do Solimões                       | 3 – 0 | Operário-AM |  |
| 15h30                     | Eric 4' · Jerfeson "Monte Alegre" 39', 64' |       |             |  |

| 3 de fevereiro, Colina | Nacional-AM                         | 2 – 0 | Manauara |  |
| 15h30                  | Pedro Augusto 38' · Lucas Lopeu 60' |       |          |  |

| 3 de fevereiro, Carlos Zamith | Clipper     | 1 – 1 | Iranduba      |  |
| 15h30                         | Binho 90+3' |       | Nailton 45+4' |  |

| 5 de fevereiro, Carlos Zamith | Fast Clube                     | 2 – 0 | JC |  |
| 15h30                         | Rafael Tanque 53' · George 59' |       |    |  |

| 5 de fevereiro, Arena da Amazônia | Manaus                        | 2 – 2 | Princesa do Solimões |  |
| 15h30                             | Alvinho 29' · Jackie Chan 77' |       | Ivan 55' · Max 45+4' |  |

| 5 de fevereiro, Colina | São Raimundo-AM | 0 – 2 | Amazonas                |  |
| 15h30                  |                 |       | Soares 59' · Dedeco 73' |  |

| 6 de fevereiro, Álvaro Maranhão | Iranduba                                                      | 5 – 0 | Penarol |  |
| 15h                             | Domingos 12' · Vitor Felix 23' · Fafa 49', 68' · Cocote 90+3' |       |         |  |

| 6 de fevereiro, Gilbertão | Operário-AM | 0 – 1 | Nacional-AM     |  |
| 15h30                     |             |       | Lucas Lopeu 45' |  |

| 6 de fevereiro, Colina | Manauara                                                      | 3 – 0 | Clipper |  |
| 15h30                  | Giovanni 33' · Michel Potiguar 42' · Matheus Sacramento 45+3' |       |         |  |

| 5 de fevereiro, Carlos Zamith | Fast Clube                     | 2 – 0 | JC |  |
| 15h30                         | Rafael Tanque 53' · George 59' |       |    |  |

| 5 de fevereiro, Arena da Amazônia | Manaus                        | 2 – 2 | Princesa do Solimões |  |
| 15h30                             | Alvinho 29' · Jackie Chan 77' |       | Ivan 55' · Max 45+4' |  |

| 5 de fevereiro, Colina | São Raimundo-AM | 0 – 2 | Amazonas                |  |
| 15h30                  |                 |       | Soares 59' · Dedeco 73' |  |

| 6 de fevereiro, Álvaro Maranhão | Iranduba                                                      | 5 – 0 | Penarol |  |
| 15h                             | Domingos 12' · Vitor Felix 23' · Fafa 49', 68' · Cocote 90+3' |       |         |  |

| 6 de fevereiro, Gilbertão | Operário-AM | 0 – 1 | Nacional-AM     |  |
| 15h30                     |             |       | Lucas Lopeu 45' |  |

| 6 de fevereiro, Colina | Manauara                                                      | 3 – 0 | Clipper |  |
| 15h30                  | Giovanni 33' · Michel Potiguar 42' · Matheus Sacramento 45+3' |       |         |  |

| 9 de fevereiro, Floro de Mendonça | Penarol | 0 – 3 | Manauara                                            |  |
| 15h                               |         |       | Giovanni 25' · Matheus Sacaramento 43' · Kamdem 56' |  |

| 9 de fevereiro, Arena da Amazônia | Amazonas     | 1 – 1 | Fast Clube |  |
| 15h30                             | Quadrado 42' |       | Bruce 51'  |  |

| 9 de fevereiro, Gilbertão | Princesa do Solimões     | 2 – 1 | São Raimundo-AM     |  |
| 15h30                     | Miliano 72' · Eric 90+4' |       | Serginho Duarte 11' |  |

| 9 de fevereiro, Colina | Clipper              | 1 – 2 | Operário-AM                |  |
| 15h30                  | Raphinha Paulista 6' |       | Judá 13' · Pedro Vitor 90' |  |

| 10 de fevereiro, Floro de Mendonça | JC                        | 2 – 2 | Iranduba                     |  |
| 15h                                | Josivaldo 33' · Breno 47' |       | Rafael 28' · José Hitalo 75' |  |

| 10 de fevereiro, Arena da Amazônia | Nacional-AM                              | 3 – 0 | Manaus |  |
| 15h30                              | Padilha 34' · Lucas Lopeu 55' · Jô 90+1' |       |        |  |

| 9 de fevereiro, Floro de Mendonça | Penarol | 0 – 3 | Manauara                                            |  |
| 15h                               |         |       | Giovanni 25' · Matheus Sacaramento 43' · Kamdem 56' |  |

| 9 de fevereiro, Arena da Amazônia | Amazonas     | 1 – 1 | Fast Clube |  |
| 15h30                             | Quadrado 42' |       | Bruce 51'  |  |

| 9 de fevereiro, Gilbertão | Princesa do Solimões     | 2 – 1 | São Raimundo-AM     |  |
| 15h30                     | Miliano 72' · Eric 90+4' |       | Serginho Duarte 11' |  |

| 9 de fevereiro, Colina | Clipper              | 1 – 2 | Operário-AM                |  |
| 15h30                  | Raphinha Paulista 6' |       | Judá 13' · Pedro Vitor 90' |  |

| 10 de fevereiro, Floro de Mendonça | JC                        | 2 – 2 | Iranduba                     |  |
| 15h                                | Josivaldo 33' · Breno 47' |       | Rafael 28' · José Hitalo 75' |  |

| 10 de fevereiro, Arena da Amazônia | Nacional-AM                              | 3 – 0 | Manaus |  |
| 15h30                              | Padilha 34' · Lucas Lopeu 55' · Jô 90+1' |       |        |  |

| 12 de fevereiro, Gilbertão | Operário-AM                                 | 4 – 1 | Penarol        |  |
| 15h30                      | Hemerson 45+2', 51', 90+3' · Marcelinho 64' |       | Pedro Igor 15' |  |

| 12 de fevereiro, Arena da Amazônia | Amazonas | 0 – 1 | Princesa do Solimões |  |
| 15h30                              |          |       | Miliano 45+2'        |  |

| 13 de fevereiro, Carlos Zamith | Fast Clube          | 1 – 1 | Iranduba             |  |
| 15h30                          | Rafael Tanque 90+2' |       | Douglas (contra) 29' |  |

| 13 de fevereiro, Arena da Amazônia | Manaus                                                                              | 6 – 1 | Clipper   |  |
| 15h30                              | Rafael Rosa 4' · Jackie Chan 8', 54' · Vitinho 13' · Gilson Alves 37' · Alvinho 61' |       | Binho 81' |  |

| 13 de fevereiro, Colina | São Raimundo-AM | 0 – 0 | Nacional-AM |  |
| 15h30                   |                 |       |             |  |

| 14 de fevereiro, Colina | Manauara             | 1 – 0 | JC |  |
| 15h30                   | Guilherme Moller 52' |       |    |  |

| 12 de fevereiro, Gilbertão | Operário-AM                                 | 4 – 1 | Penarol        |  |
| 15h30                      | Hemerson 45+2', 51', 90+3' · Marcelinho 64' |       | Pedro Igor 15' |  |

| 12 de fevereiro, Arena da Amazônia | Amazonas | 0 – 1 | Princesa do Solimões |  |
| 15h30                              |          |       | Miliano 45+2'        |  |

| 13 de fevereiro, Carlos Zamith | Fast Clube          | 1 – 1 | Iranduba             |  |
| 15h30                          | Rafael Tanque 90+2' |       | Douglas (contra) 29' |  |

| 13 de fevereiro, Arena da Amazônia | Manaus                                                                              | 6 – 1 | Clipper   |  |
| 15h30                              | Rafael Rosa 4' · Jackie Chan 8', 54' · Vitinho 13' · Gilson Alves 37' · Alvinho 61' |       | Binho 81' |  |

| 13 de fevereiro, Colina | São Raimundo-AM | 0 – 0 | Nacional-AM |  |
| 15h30                   |                 |       |             |  |

| 14 de fevereiro, Colina | Manauara             | 1 – 0 | JC |  |
| 15h30                   | Guilherme Moller 52' |       |    |  |

| 16 de fevereiro, Floro de Mendonça | Penarol | 0 – 4 | Manaus                                                              |  |
| 15h                                |         |       | Jackie Chan 40' · Júnior Palmares 72' · Claudinho 85' · Alvinho 87' |  |

| 16 de fevereiro, Gilbertão | Princesa do Solimões | 1 – 1 | Fast Clube  |  |
| 15h30                      | Fabrício 45+1'       |       | Bruce 90+3' |  |

| 16 de fevereiro, Arena da Amazônia | Nacional-AM                   | 2 – 1 | Amazonas          |  |
| 15h30                              | Daniel 25' · Thiago Spice 61' |       | Biel Potiguar 72' |  |

| 16 de fevereiro, Colina | Clipper   | 1 – 6 | São Raimundo-AM                                                        |  |
| 15h30                   | Binho 22' |       | Ramon Tanque 8', 14', 20' · David 54' · Diego Vitor 60' · Leonardo 66' |  |

| 17 de fevereiro, Floro de Mendonça | JC | 0 – 2 | Operário-AM                      |  |
| 15h                                |    |       | Pedro Vitor 54' · Marcelinho 82' |  |

| 17 de fevereiro, Álvaro Maranhão | Iranduba                 | 2 – 1 | Manauara           |  |
| 15h                              | Lucas 82' · Danilson 87' |       | Michel Potiguar 1' |  |

| 16 de fevereiro, Floro de Mendonça | Penarol | 0 – 4 | Manaus                                                              |  |
| 15h                                |         |       | Jackie Chan 40' · Júnior Palmares 72' · Claudinho 85' · Alvinho 87' |  |

| 16 de fevereiro, Gilbertão | Princesa do Solimões | 1 – 1 | Fast Clube  |  |
| 15h30                      | Fabrício 45+1'       |       | Bruce 90+3' |  |

| 16 de fevereiro, Arena da Amazônia | Nacional-AM                   | 2 – 1 | Amazonas          |  |
| 15h30                              | Daniel 25' · Thiago Spice 61' |       | Biel Potiguar 72' |  |

| 16 de fevereiro, Colina | Clipper   | 1 – 6 | São Raimundo-AM                                                        |  |
| 15h30                   | Binho 22' |       | Ramon Tanque 8', 14', 20' · David 54' · Diego Vitor 60' · Leonardo 66' |  |

| 17 de fevereiro, Floro de Mendonça | JC | 0 – 2 | Operário-AM                      |  |
| 15h                                |    |       | Pedro Vitor 54' · Marcelinho 82' |  |

| 17 de fevereiro, Álvaro Maranhão | Iranduba                 | 2 – 1 | Manauara           |  |
| 15h                              | Lucas 82' · Danilson 87' |       | Michel Potiguar 1' |  |

| 19 de fevereiro, Colina | São Raimundo-AM                                                     | 5 – 0 | Penarol |  |
| 15h30                   | Diego Vitor 19', 20' · Rossini 26' · Lucas Peteca 66' · Negueba 86' |       |         |  |

| 19 de fevereiro, Arena da Amazônia | Amazonas        | 2 – 1 | Clipper       |  |
| 15h30                              | Soares 12', 80' |       | Adrianinho 8' |  |

| 19 de fevereiro, Gilbertão | Princesa do Solimões | 0 – 0 | Nacional-AM |  |
| 15h30                      |                      |       |             |  |

| 20 de fevereiro, Carlos Zamith | Fast Clube | 0 – 0 | Manauara |  |
| 15h30                          |            |       |          |  |

| 20 de fevereiro, Gilbertão | Operário-AM | 0 – 0 | Iranduba |  |
| 15h30                      |             |       |          |  |

| 20 de fevereiro, Colina | Manaus                                                                                           | 6 – 0 | JC |  |
| 15h30                   | Alvinho 16' · Thiaguinho 39' · Júnior Palmares 43' · Silvano 48' · Rafael Rosa 62' · Toninho 85' |       |    |  |

| 19 de fevereiro, Colina | São Raimundo-AM                                                     | 5 – 0 | Penarol |  |
| 15h30                   | Diego Vitor 19', 20' · Rossini 26' · Lucas Peteca 66' · Negueba 86' |       |         |  |

| 19 de fevereiro, Arena da Amazônia | Amazonas        | 2 – 1 | Clipper       |  |
| 15h30                              | Soares 12', 80' |       | Adrianinho 8' |  |

| 19 de fevereiro, Gilbertão | Princesa do Solimões | 0 – 0 | Nacional-AM |  |
| 15h30                      |                      |       |             |  |

| 20 de fevereiro, Carlos Zamith | Fast Clube | 0 – 0 | Manauara |  |
| 15h30                          |            |       |          |  |

| 20 de fevereiro, Gilbertão | Operário-AM | 0 – 0 | Iranduba |  |
| 15h30                      |             |       |          |  |

| 20 de fevereiro, Colina | Manaus                                                                                           | 6 – 0 | JC |  |
| 15h30                   | Alvinho 16' · Thiaguinho 39' · Júnior Palmares 43' · Silvano 48' · Rafael Rosa 62' · Toninho 85' |       |    |  |

| 26 de fevereiro, Floro de Mendonça, Público: 40 pagantes. | Penarol   | 1 – 0 | Amazonas |  |
| 15h                                                       | Kelve 32' |       |          |  |

| 26 de fevereiro, Arena da Amazônia, Público: 434 pagantes | Nacional-AM | 1 – 2 | Fast Clube                |  |
| 15h30                                                     | Pingo 04'   |       | Felipinho 53' · Pedro 87' |  |

| 26 de fevereiro, Colina, Público: 70 pagantes | Clipper | 0 – 7 | Princesa do Solimões                                                                           |  |
| 15h30                                         |         |       | Miliano 19' (p) · Toró 21', 78' · Max 40' · Frank 82' · Ivan 88' · Jerfeson "Monte Alegre" 90' |  |

| 26 de fevereiro, Carlos Zamith, Público: 63 pagantes | Manauara                         | 2 – 1 | Operário-AM |  |
| 15h30                                                | Marcílio 49' · Rafael Moraes 67' |       | Diogo 46'   |  |

| 27 de fevereiro, Álvaro Maranhão, Público: 774 torcedores | Iranduba     | 1 – 1 | Manaus        |  |
| 15h                                                       | Elanardo 64' |       | Claudinho 66' |  |

| 27 de fevereiro, Floro de Mendonça, Público: 11 pagantes | JC | 0 – 7 | São Raimundo-AM                                                                                       |  |
| 15h                                                      |    |       | Juninho 03' · David 20' · Diego Vitor 40', 74' · Jussimar 42' · Rodrigo Amorim 60' · Ramon Tanque 86' |  |

| 26 de fevereiro, Floro de Mendonça, Público: 40 pagantes. | Penarol   | 1 – 0 | Amazonas |  |
| 15h                                                       | Kelve 32' |       |          |  |

| 26 de fevereiro, Arena da Amazônia, Público: 434 pagantes | Nacional-AM | 1 – 2 | Fast Clube                |  |
| 15h30                                                     | Pingo 04'   |       | Felipinho 53' · Pedro 87' |  |

| 26 de fevereiro, Colina, Público: 70 pagantes | Clipper | 0 – 7 | Princesa do Solimões                                                                           |  |
| 15h30                                         |         |       | Miliano 19' (p) · Toró 21', 78' · Max 40' · Frank 82' · Ivan 88' · Jerfeson "Monte Alegre" 90' |  |

| 26 de fevereiro, Carlos Zamith, Público: 63 pagantes | Manauara                         | 2 – 1 | Operário-AM |  |
| 15h30                                                | Marcílio 49' · Rafael Moraes 67' |       | Diogo 46'   |  |

| 27 de fevereiro, Álvaro Maranhão, Público: 774 torcedores | Iranduba     | 1 – 1 | Manaus        |  |
| 15h                                                       | Elanardo 64' |       | Claudinho 66' |  |

| 27 de fevereiro, Floro de Mendonça, Público: 11 pagantes | JC | 0 – 7 | São Raimundo-AM                                                                                       |  |
| 15h                                                      |    |       | Juninho 03' · David 20' · Diego Vitor 40', 74' · Jussimar 42' · Rodrigo Amorim 60' · Ramon Tanque 86' |  |

| 5 de março, Carlos Zamith, Público: 50 pagantes | Fast Clube                 | 2 – 0 | Operário-AM |  |
| 15h30                                           | Radames 07' · Osvaldir 44' |       |             |  |

| 5 de março, Arena da Amazônia, Público: 521 pagantes | Manaus                                                      | 4 – 0 | Manauara |  |
| 15h30                                                | Moreira 10' · Silvano 16' · Alvinho 58' · Mendonça 80' (og) |       |          |  |

| 5 de março, Colina, Público: 128 pagantes | São Raimundo-AM  | 1 – 2 | Iranduba                   |  |
| 15h30                                     | Ramon Tanque 79' |       | Fafa 37' · Davi Torres 59' |  |

| 5 de março, Gilbertão, Público: 870 presentes | Princesa do Solimões | 1 – 0 | Penarol |  |
| 15h30                                         | Ivan 66'             |       |         |  |

| 6 de março, Carlos Zamith, Público: 31 pagantes | Amazonas                                                                                | 7 – 0 | JC |  |
| 15h30                                           | Soares 02', 23' · Ibson 10' · Diogo Dolem 20' · Gabriel Davis 26' (p), 37' · Dedeco 65' |       |    |  |

| 6 de março, Colina, Público: 211 pagantes | Nacional-AM                                                                                              | 9 – 1 | Clipper           |  |
| 15h30                                     | Madson 09' · Pingo 21', 32' · Tiago Spice 39', 81' · Teixeira 55' · Alison 77' · Erivaldo 83' · Yuri 89' |       | Luiz Henrique 42' |  |

| 5 de março, Carlos Zamith, Público: 50 pagantes | Fast Clube                 | 2 – 0 | Operário-AM |  |
| 15h30                                           | Radames 07' · Osvaldir 44' |       |             |  |

| 5 de março, Arena da Amazônia, Público: 521 pagantes | Manaus                                                      | 4 – 0 | Manauara |  |
| 15h30                                                | Moreira 10' · Silvano 16' · Alvinho 58' · Mendonça 80' (og) |       |          |  |

| 5 de março, Colina, Público: 128 pagantes | São Raimundo-AM  | 1 – 2 | Iranduba                   |  |
| 15h30                                     | Ramon Tanque 79' |       | Fafa 37' · Davi Torres 59' |  |

| 5 de março, Gilbertão, Público: 870 presentes | Princesa do Solimões | 1 – 0 | Penarol |  |
| 15h30                                         | Ivan 66'             |       |         |  |

| 6 de março, Carlos Zamith, Público: 31 pagantes | Amazonas                                                                                | 7 – 0 | JC |  |
| 15h30                                           | Soares 02', 23' · Ibson 10' · Diogo Dolem 20' · Gabriel Davis 26' (p), 37' · Dedeco 65' |       |    |  |

| 6 de março, Colina, Público: 211 pagantes | Nacional-AM                                                                                              | 9 – 1 | Clipper           |  |
| 15h30                                     | Madson 09' · Pingo 21', 32' · Tiago Spice 39', 81' · Teixeira 55' · Alison 77' · Erivaldo 83' · Yuri 89' |       | Luiz Henrique 42' |  |

| 9 de março, Carlos Zamith, Público: 5 pagantes | Clipper | 0 – 6 | Fast Clube                                                                  |  |
| 15h                                            |         |       | Radames 01' · Clécio 39' · Chris Maranhense 44', 73' · Digão 51' · Alex 82' |  |

| 9 de março, Floro de Mendonça, Público: 10 pagantes | Penarol | 0 – 1 | Nacional-AM |  |
| 15h                                                 |         |       | Yuri 66'    |  |

| 9 de março, Colina, Público: 56 pagantes | JC              | 1 – 9 | Princesa do Solimões                                                                                                |  |
| 15h                                      | Marcelo 26' (p) |       | Max 16', 59' · Miliano 35', 50' (p) · Frank Alberto 37' · Jonas 62' · Felipe Tiririca 63' · Fabrício 79' · Sidi 84' |  |

| 9 de março, Álvaro Maranhão, Público: 239 pagantes | Iranduba | 0 – 1 | Amazonas          |  |
| 15h                                                |          |       | Domingos 79' (og) |  |

| 9 de março, Arena da Amazônia, Público: 62 pagantes | Manauara                                                       | 4 – 1 | São Raimundo-AM  |  |
| 15h                                                 | Matheus Sacramento 50' · Danilo 63' · Michel Potiguar 72', 85' |       | Ramon Tanque 20' |  |

| 9 de março, Gilbertão, Público: 111 pagantes | Operário-AM | 0 – 0 | Manaus |  |
| 15h                                          |             |       |        |  |

| 9 de março, Carlos Zamith, Público: 5 pagantes | Clipper | 0 – 6 | Fast Clube                                                                  |  |
| 15h                                            |         |       | Radames 01' · Clécio 39' · Chris Maranhense 44', 73' · Digão 51' · Alex 82' |  |

| 9 de março, Floro de Mendonça, Público: 10 pagantes | Penarol | 0 – 1 | Nacional-AM |  |
| 15h                                                 |         |       | Yuri 66'    |  |

| 9 de março, Colina, Público: 56 pagantes | JC              | 1 – 9 | Princesa do Solimões                                                                                                |  |
| 15h                                      | Marcelo 26' (p) |       | Max 16', 59' · Miliano 35', 50' (p) · Frank Alberto 37' · Jonas 62' · Felipe Tiririca 63' · Fabrício 79' · Sidi 84' |  |

| 9 de março, Álvaro Maranhão, Público: 239 pagantes | Iranduba | 0 – 1 | Amazonas          |  |
| 15h                                                |          |       | Domingos 79' (og) |  |

| 9 de março, Arena da Amazônia, Público: 62 pagantes | Manauara                                                       | 4 – 1 | São Raimundo-AM  |  |
| 15h                                                 | Matheus Sacramento 50' · Danilo 63' · Michel Potiguar 72', 85' |       | Ramon Tanque 20' |  |

| 9 de março, Gilbertão, Público: 111 pagantes | Operário-AM | 0 – 0 | Manaus |  |
| 15h                                          |             |       |        |  |

### Fase final
Em itálico, as equipes que jogam pelo empate no placar agregado e com mando de campo na partida de volta por terem conseguido melhor campanha na Primeira Fase e em negrito os times classificados à etapa seguinte.
|  | Quartas de final     | Quartas de final | Quartas de final | Quartas de final |   |                      | Semifinais       | Semifinais       | Semifinais       | Semifinais       |  |                      | Final                    | Final                    | Final                    | Final                    |  |  |
|  | 12 a 20 de março     | 12 a 20 de março | 12 a 20 de março | 12 a 20 de março |   |                      | 23 a 27 de março | 23 a 27 de março | 23 a 27 de março | 23 a 27 de março |  |                      | 30 de março e 2 de abril | 30 de março e 2 de abril | 30 de março e 2 de abril | 30 de março e 2 de abril |  |  |
|  |                      |                  |                  |                  |   |                      |                  |                  |                  |                  |  |                      |                          |                          |                          |                          |  |  |
|  | Princesa do Solimões | 1                | 1                | 2                |   |                      |                  |                  |                  |                  |  |                      |                          |                          |                          |                          |  |  |
|  | Operário-AM          | 1                | 1                | 2                |   |                      |                  |                  |                  |                  |  |                      |                          |                          |                          |                          |  |  |
|  | Operário-AM          | 1                | 1                | 2                |   | Princesa do Solimões | 1                | 2                | 3                |                  |  |                      |                          |                          |                          |                          |  |  |
|  |                      |                  |                  |                  |   | Princesa do Solimões | 1                | 2                | 3                |                  |  |                      |                          |                          |                          |                          |  |  |
|  |                      | Fast Clube       | 2                | 0                | 2 |                      |                  |                  |                  |                  |  |                      |                          |                          |                          |                          |  |  |
|  | Fast Clube           | Fast Clube       | 2                | 0                | 2 | 0                    | 2                | 2                |                  |                  |  |                      |                          |                          |                          |                          |  |  |
|  | Fast Clube           |                  |                  |                  |   | 0                    | 2                | 2                |                  |                  |  |                      |                          |                          |                          |                          |  |  |
|  | Amazonas             | 1                | 0                | 1                |   |                      |                  |                  |                  |                  |  |                      |                          |                          |                          |                          |  |  |
|  | Amazonas             | 1                | 0                | 1                |   |                      |                  |                  |                  |                  |  | Princesa do Solimões | 1                        | 1                        | 2                        |                          |  |  |
|  |                      |                  |                  |                  |   |                      |                  |                  |                  |                  |  | Princesa do Solimões | 1                        | 1                        | 2                        |                          |  |  |
|  |                      | Manaus           | 2                | 2                | 4 |                      |                  |                  |                  |                  |  |                      |                          |                          |                          |                          |  |  |
|  | Nacional-AM          | Manaus           | 2                | 2                | 4 | 2                    | 2                | 4                |                  |                  |  |                      |                          |                          |                          |                          |  |  |
|  | Nacional-AM          |                  |                  |                  |   | 2                    | 2                | 4                |                  |                  |  |                      |                          |                          |                          |                          |  |  |
|  | Iranduba             | 1                | 0                | 1                |   |                      |                  |                  |                  |                  |  |                      |                          |                          |                          |                          |  |  |
|  | Iranduba             | 1                | 0                | 1                |   | Nacional-AM          | 0                | 2                | 2                |                  |  |                      |                          |                          |                          |                          |  |  |
|  |                      |                  |                  |                  |   | Nacional-AM          | 0                | 2                | 2                |                  |  |                      |                          |                          |                          |                          |  |  |
|  |                      | Manaus           | 1                | 2                | 3 |                      |                  |                  |                  |                  |  |                      |                          |                          |                          |                          |  |  |
|  | Manaus               | Manaus           | 1                | 2                | 3 | 1                    | 1                | 2                |                  |                  |  |                      |                          |                          |                          |                          |  |  |
|  | Manaus               |                  |                  |                  |   | 1                    | 1                | 2                |                  |                  |  |                      |                          |                          |                          |                          |  |  |
|  | Manauara             | 1                | 1                | 2                |   |                      |                  |                  |                  |                  |  |                      |                          |                          |                          |                          |  |  |

| 12 de março, Arena da Amazônia, Público: 136 pagantes | Amazonas   | 1 – 0 | Fast Clube |  |
| 15:30                                                 | Soares 47' |       |            |  |

| 13 de março, Gilbertão, Público: 1051 presentes | Operário-AM    | 1 – 1 | Princesa do Solimões |  |
| 15:30                                           | Marcelinho 83' |       | Max 31'              |  |

| 13 de março, Colina, Público: 632 pagantes | Iranduba     | 1 – 2 | Nacional-AM               |  |
| 15:30                                      | Danilson 26' |       | Jô 44' · Thiago Spice 79' |  |

| 13 de março, Carlos Zamith, Público: 87 pagantes | Manauara              | 1 – 1 | Manaus            |  |
| 15:30                                            | Matheus Sacramento 3' |       | Lucas Paranhos 8' |  |

| 19 de março, Colina, Público: 343 pagantes | Nacional-AM            | 2 – 0 | Iranduba |  |
| 15:30                                      | Caique 7' · Madson 22' |       |          |  |

| 19 de março, Carlos Zamith | Fast Clube                       | 2 – 0 | Amazonas |  |
| 15:30                      | Chris Maranhense 47' · China 86' |       |          |  |

| 20 de março, Gilbertão, Público: 1.601 presentes | Princesa do Solimões  | 1 – 1 | Operário-AM        |  |
| 15:30                                            | Felipe Tiririca 90+2' |       | Marcelinho 83' (p) |  |

| 20 de março, Arena da Amazônia, Público: 240 pagantes | Manaus                    | 1 – 1 | Manauara           |  |
| 15:30                                                 | Rafael Ibiapino 90+5' (p) |       | Patrick Vieira 44' |  |

| 12 de março, Arena da Amazônia, Público: 136 pagantes | Amazonas   | 1 – 0 | Fast Clube |  |
| 15:30                                                 | Soares 47' |       |            |  |

| 13 de março, Gilbertão, Público: 1051 presentes | Operário-AM    | 1 – 1 | Princesa do Solimões |  |
| 15:30                                           | Marcelinho 83' |       | Max 31'              |  |

| 13 de março, Colina, Público: 632 pagantes | Iranduba     | 1 – 2 | Nacional-AM               |  |
| 15:30                                      | Danilson 26' |       | Jô 44' · Thiago Spice 79' |  |

| 13 de março, Carlos Zamith, Público: 87 pagantes | Manauara              | 1 – 1 | Manaus            |  |
| 15:30                                            | Matheus Sacramento 3' |       | Lucas Paranhos 8' |  |

| 19 de março, Colina, Público: 343 pagantes | Nacional-AM            | 2 – 0 | Iranduba |  |
| 15:30                                      | Caique 7' · Madson 22' |       |          |  |

| 19 de março, Carlos Zamith | Fast Clube                       | 2 – 0 | Amazonas |  |
| 15:30                      | Chris Maranhense 47' · China 86' |       |          |  |

| 20 de março, Gilbertão, Público: 1.601 presentes | Princesa do Solimões  | 1 – 1 | Operário-AM        |  |
| 15:30                                            | Felipe Tiririca 90+2' |       | Marcelinho 83' (p) |  |

| 20 de março, Arena da Amazônia, Público: 240 pagantes | Manaus                    | 1 – 1 | Manauara           |  |
| 15:30                                                 | Rafael Ibiapino 90+5' (p) |       | Patrick Vieira 44' |  |

| 23 de março, Carlos Zamith, Público: 75 pagantes | Fast Clube                  | 2 – 1 | Princesa do Solimões |  |
| 15h30                                            | Pedro 74' · Felipinho 90+4' |       | Max 36'              |  |

| 23 de março, Arena da Amazônia, Público: 498 pagantes | Manaus        | 1 – 0 | Nacional-AM |  |
| 15h30                                                 | Gutierrez 28' |       |             |  |

| 26 de março, Colina, Público: 773 presentes | Nacional-AM                   | 2 – 2 | Manaus                                    |  |
| 15h30                                       | Madson 23' · Thiago Spice 81' |       | Junior Palmares 30' · Rafael Ibiapino 45' |  |

| 27 de março, Gilbertão, Público: 2.021 presentes | Princesa do Solimões | 2 – 0 | Fast Clube |  |
| 15h30                                            | Max 06' (p), 54' (p) |       |            |  |

| 23 de março, Carlos Zamith, Público: 75 pagantes | Fast Clube                  | 2 – 1 | Princesa do Solimões |  |
| 15h30                                            | Pedro 74' · Felipinho 90+4' |       | Max 36'              |  |

| 23 de março, Arena da Amazônia, Público: 498 pagantes | Manaus        | 1 – 0 | Nacional-AM |  |
| 15h30                                                 | Gutierrez 28' |       |             |  |

| 26 de março, Colina, Público: 773 presentes | Nacional-AM                   | 2 – 2 | Manaus                                    |  |
| 15h30                                       | Madson 23' · Thiago Spice 81' |       | Junior Palmares 30' · Rafael Ibiapino 45' |  |

| 27 de março, Gilbertão, Público: 2.021 presentes | Princesa do Solimões | 2 – 0 | Fast Clube |  |
| 15h30                                            | Max 06' (p), 54' (p) |       |            |  |

| 30 de março, Arena da Amazônia, Público: 1.741 presentes | Manaus                         | 2 – 1 | Princesa do Solimões |  |
| 15h30                                                    | Gilson Alves 58' · Moreira 82' |       | Max 84'              |  |

| 2 de abril, Gilbertão, Público: 5.121 presentes | Princesa do Solimões | 1 – 2 | Manaus                          |  |
| 15h30                                           | Jonas 66'            |       | Júnior Palmares 64' · Rayne 89' |  |

| 30 de março, Arena da Amazônia, Público: 1.741 presentes | Manaus                         | 2 – 1 | Princesa do Solimões |  |
| 15h30                                                    | Gilson Alves 58' · Moreira 82' |       | Max 84'              |  |

| 2 de abril, Gilbertão, Público: 5.121 presentes | Princesa do Solimões | 1 – 2 | Manaus                          |  |
| 15h30                                           | Jonas 66'            |       | Júnior Palmares 64' · Rayne 89' |  |

## Premiação
| Campeonato Amazonense de 2022 |
| Manaus                        |
| ----------------------------- |
| Manaus Bicampeão (5.º título) |

## Artilharia
| Gols | Jogador                                                    | Time                 |
| ---- | ---------------------------------------------------------- | -------------------- |
| 9    | Max                                                        | Princesa do Solimões |
| 7    | Alvinho                                                    | Manaus               |
| 6    | Soares                                                     | Amazonas             |
| 6    | Ramon Tanque                                               | São Raimundo-AM      |
| 5    | Júnior Palmares                                            | Manaus               |
| 5    | Thiago Spice                                               | Nacional-AM          |
| 5    | Miliano                                                    | Princesa do Solimões |
| 5    | Diego Vítor                                                | São Raimundo-AM      |
| 4    | Binho                                                      | Clipper              |
| 4    | Michel Potiguar Matheus Sacramento                         | Manauara             |
| 4    | Jackie Chan                                                | Manaus               |
| 4    | Marcelinho                                                 | Operário-AM          |
| 3    | Gabriel Davis                                              | Amazonas             |
| 3    | Felipe Tanque                                              | Clipper              |
| 3    | Radames Chris Maranhense                                   | Fast Clube           |
| 3    | Fafa                                                       | Iranduba             |
| 3    | Silvano                                                    | Manaus               |
| 3    | Lucas Lopeu Pingo Madson                                   | Nacional-AM          |
| 3    | Hemerson                                                   | Operário-AM          |
| 3    | Toró Ivan Jerfeson "Monte Alegre"                          | Princesa do Solimões |
| 2    | Ibson Diogo Dolem Dedeco                                   | Amazonas             |
| 2    | Raphinha Paulista                                          | Clipper              |
| 2    | Rafael Tanque Bruce Alex Felipinho Pedro                   | Fast Clube           |
| 2    | Danilson                                                   | Iranduba             |
| 2    | Giovanni Patrick Vieira                                    | Manauara             |
| 2    | Rafael Rosa Claudinho Rafael Ibiapino Gilson Alves Moreira | Manaus               |
| 2    | Pedro Augusto Yuri Jô Caíque                               | Nacional-AM          |
| 2    | Pedro Vitor                                                | Operário-AM          |
| 2    | Pedro Igor                                                 | Penarol              |
| 2    | Eric Fabrício Frank Felipe Tiririca Jonas                  | Princesa do Solimões |
| 2    | David                                                      | São Raimundo-AM      |

| Gols | Jogador | Time                 |
| ---- | --- | -------------------- |
| 1    | Quadrado Biel Potiguar                                                                                           | Amazonas             |
| 1    | Acássio Wendel Adrianinho Luiz Henrique                                                                          | Clipper              |
| 1    | Nesso George Osvaldir Clécio Digão China                                                                         | Fast Clube           |
| 1    | Diego Nailton Domingos Vitor Felix Cocote Rafael José Hitalo Lucas Elanardo Davi Torres                          | Iranduba             |
| 1    | Cristian Josivaldo Breno Marcelo                                                                                 | JC                   |
| 1    | Kamdem Guilherme Moller Marcílio Rafael Moraes Danilo                                                            | Manauara             |
| 1    | Vitinho Claudinho Thiaguinho Toninho Lucas Paranhos Gutierrez Rayne                                              | Manaus               |
| 1    | Padilha Daniel Teixeira Alison Erivaldo                                                                          | Nacional-AM          |
| 1    | Jerinha Judá Diogo                                                                                               | Operário-AM          |
| 1    | Ezequel Erivelton Kelve                                                                                          | Penarol              |
| 1    | Sidi | Princesa do Solimões |
| 1    | Werlleson Cleberson Varane Serginho Duarte Leonardo Rossini Lucas Peteca Negueba Juninho Jussimar Rodrigo Amorim | São Raimundo-AM      |

## Técnicos
| Equipe               | Técnico                      |
| -------------------- | ---------------------------- |
| Amazonas             | Rafael Lacerda               |
| Clipper              | Ronilson Vieira              |
| Fast Clube           | Christian Lauria             |
| Iranduba             | Acaz Verçoza                 |
| JC FC                | Júnior do Pinho              |
| Manauara             | Zé Humberto                  |
| Manaus               | Evaristo Piza(1ª—Final)      |
| Nacional-AM          | Gilmar Popoca(1ª—Semifinais) |
| Operário-AM          | Mateus Lara                  |
| Penarol              | Miquéias Fradique            |
| Princesa do Solimões | Aderbal Lana                 |
| São Raimundo-AM      | Cacaio                       |

## Classificação Geral
Observação: conforme o §1º do Artigo 11 do Regulamento Específico do Campeonato Amazonense de Futebol Profissional Série A 2022, os clubes de 3º a 4º colocados da competição serão definidos, dentre os clubes que forem eliminados na fase semifinal, conforme seus desempenhos durante a Primeira Fase; e os clubes de 5º a 12º colocados da competição serão definidos conforme seus desempenhos durante a Primeira Fase.